# Palmenmarkt
Palmenmarkt is de jaarlijks terugkerende kermis van Geel. De kermis gaat voornamelijk door op de Markt, de Havermarkt en de Werft. De kermis staat er jaarlijks gedurende vijf dagen. Ieder jaar steeds startend op de vrijdag voor Palmzondag, durend tot de dinsdag erna. Op vrijdagavond om 18 uur houdt de burgemeester nog een speech en als nadien de klokken van de Sint-Amandskerk luiden, is Palmenmarkt officieel geopend en trekken de Bellemannen traditioneel met de kinderen over de kermis. Hierdoor kunnen ze gratis enkele ritjes op de kinderattracties maken. 's Avonds omstreeks 22h wordt de openingsdag volledig gemaakt door middel van vuurwerk. Op dinsdag is het een familiedag met verlaagde prijzen. 's Zaterdags is er daarbovenop in de Kollegestraat en Diestseweg een grote jaarmarkt.
Palmenmarkt is de grootste kermis van de Zuiderkempen en is volgens sommige bronnen zelfs de grootste van de Kempen. In 2014, maar ook in 2017 had de kermis 134 attracties, waaronder 22 attracties grootvermaak zijn. Bijkomende ruimte werd evenwel voorzien aan het Baantveld.

## Geschiedenis
Geel was reeds in de middeleeuwen een handelscentrum ten gevolge van een goede ligging en verbindingswegen. Er werden vermoedelijk vanaf eind 14e eeuw vier jaarmarkten georganiseerd, de Palmenmarkt was hiervan de belangrijkste. In 2010 werd de 450ste editie van de Palmenmarkt georganiseerd.
Palmenmarkt gaat jaarlijks door, maar werd in 2020 geschrapt wegens de dreiging van het coronavirus (COVID-19).